# Tlesón

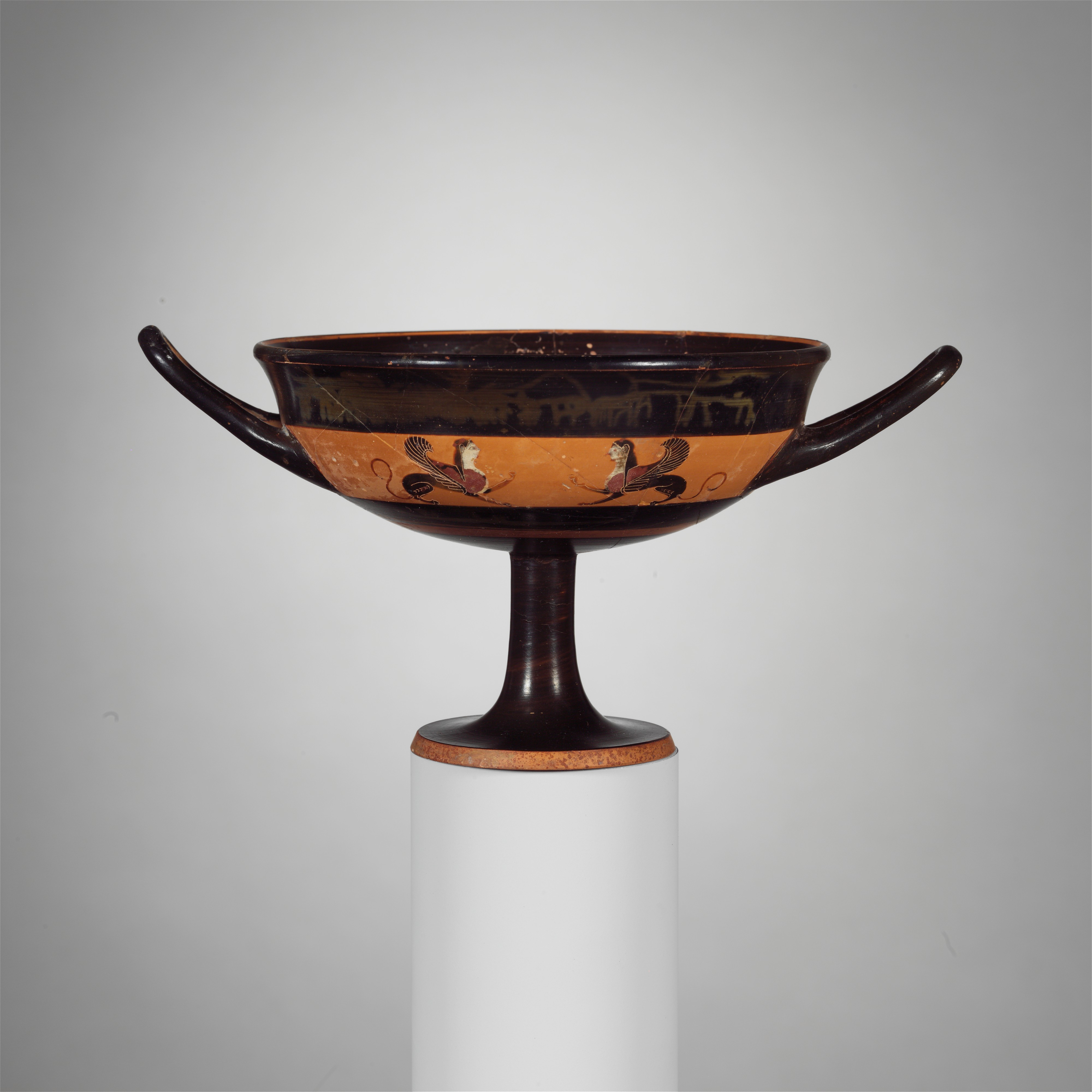

Tlesón (activo alrededor del 555-535 a. C) fue un alfarero ático y quizás también un pintor de vasos del estilo de figuras negras. Era hijo del famoso alfarero Nearco, ya que firmaba sus vasos como «Tleson  ho Nearcho époisên». Era hermano de Ergoteles. Su taller aparentemente producía en su mayoría copas de los pequeños maestros. La mayoría de sus vasos fueron pintados por el pintor Tlesón, cuyo nombre real se desconoce, y cuyo nombre convenido deriva de Tlesón. Basándose en el hecho de que los vasos conocidos por esa mano hasta ahora splo están firmados por Tlesón, John Beazley sugirió que Tlesón y el Pintor de Tleson pudieran ser la misma persona. No hay pruebas para esta hipótesis. Algunas de los vasos de Tlesón fueron pintadas por otros artistas, como Olto y el Pintor del centauro.

## Obras selecctas
Donde no se nombra a ningún pintor, los vasos fueron pintados por el pintor Tlesón:
- Atenas, Museo del Ágora de Atenas

Fragmento de una copa de los Pequeños maestros 13349
- Atenas, Museo Arqueológico Nacional

Píxide 502 • Fragmento de una copa de los Pequeños maestros Acr. 613 • Fragmento de una copa de los Pequeños maestros Acr. 1567 • Fragmento de una copa de los Pequeños maestros Acr. 1570 • Fragmento de una copa de bandas AP 501
- Basilea, Museo de arte antiguo de Basilea y colección Ludwig

Copa BS 405
- Berlín, Antikensammlung

Copa de los Pequeños maestros F 1760
- Bonn, Akademisches Kunstmuseum

Copa de los Pequeños maestros 53
- Boston, Museum of Fine Arts

Fragmento de una copa de los Pequeños maestros 03.851 • Copa de los Pequeños maestros 92.2655 • Cup 98.920 • Fragmento de una copa de los Pequeños maestros F 357.2
- Brunshwig, Museo Herzog Anton Ulrich

Fragmento de una copa de los Pequeños maestros 495
- Bruselas, Museos Reales de Bellas Artes de Bélgica

Copa de los Pequeños maestros R 385 B •  Copa de los Pequeños maestros R 385 C
- Bryn Mawr, Bryn Mawr College

Fragmento de una copa de los Pequeños maestros P 175
- Compiègne, Museo Antoine Vivenel

Copa de los Pequeños maestros 1091
- Dresde, Albertinum

Copa de los Pequeños maestros ZV 2714
- Erlangen, Universidad de Erlangen-Núremberg

Fragmento de una copa de los Pequeños maestros 837
- Gotinga, Georg-August-Universität

Fragmento de una copa de los Pequeños maestros 66
- Heidelberg, Ruprecht-Karls-Universität

Fragmento de una copa de los Pequeños maestros • Fragmento de una copa de tamaño pequeño S 30 • Fragmento de una copa de los Pequeños maestros S 31
- Esmirna, Museo Arqueológico de Esmirna

Fragmento de una copa de los Pequeños maestros 49 A
- Karlsruhe, Badisches Landesmuseum

Copa de los Pequeños maestros HC 1419 (Pintor del centauro)
- Leipzig, Antikenmuseum der Universität Leipzig

Copa de los Pequeños maestros T 52 • Fragmento de una copa T 433
- Londres, British Museum

Copa de los Pequeños maestros cup 1867.5-8.946 • Copa de los Pequeños maestros B 410 • Copa de los Pequeños maestros B 411 • Cup B 420 • Cup B 421
- Malibú, Museo J. Paul Getty

Copa de los Pequeños maestros 76.AE.90 • Copa de los Pequeños maestros 80.AE.99.3
- Manchester, City Art Gallery & Museum

Band cup 111H51
- Moscú, Museo Estatal de Historia

Copa de los Pequeños maestros
- Múnich, Antikensammlung

Copa de los Pequeños maestros 2126 • Copa de los Pequeños maestros 2127 • Copa de los Pequeños maestros 2149 • Fragmento de una copa de los Pequeños maestros 9413 (Pintor desconocido) • Fragmento de una copa de los Pequeños maestros 9417 (Pintor desconocido) • Copa de bandas SL 462
- Nápoles, Museo Arqueológico Nacional

Fragmento de una copa 81338 (Olto) • Copa de los Pequeños maestros H 2528 • Copa de los Pequeños maestros Stg 271
- Nueva York, Museo Metropolitano de Arte

Copa de los Pequeños maestros 27.122.30 • Copa de bandas GR 542
- Nicosia, Museo de Chipre

Copa de los Pequeños maestros C 438
- Oxford, Ashmolean Museum

Fragmento de una copa de los Pequeños maestros 1953.11 • Fragmento de una copa de los Pequeños maestros 1953.12 • Little-master cup G 137.35
- París, Cabinet des Medailles

Copa de los Pequeños maestros 317
- París, Museo del Louvre

Copa de los Pequeños maestros F 86
- Roma, Museo Nazionale di Villa Giulia

Copa de los Pequeños maestros M 608
- San Petersburgo, Museo del Hermitage

Copa de los Pequeños maestros
- Siracusa, Museo Arqueológico Regional de Siracusa

Copa de los Pequeños maestros 43985
- Tarento, Museo Arqueológico Nacional de Tarento

Copa de los Pequeños maestros 4440
- Toledo, Museo de Arte de Toledo

Copa 1958.70
- Vaticano, Museos Vaticanos

Copa de los Pequeños maestros 322 • Fragmento de una copa de bandas AST 345
- Varsovia, Museo Nacional de Varsovia

Copa de bandas 147262
- Washington D. C., Museo Nacional de Historia Natural de los Estados Unidos

Copa de los Pequeños maestros 42207 A (Pintor desconocido)
- Würzburg, Martin-von-Wagner-Museum

Copa de los Pequeños maestros L 409